# Park Joo-bong
Park Joo-bong, född 5 december 1964, är en sydkoreansk idrottare som tog brons i badminton tillsammans med Kim Moon-soo vid olympiska sommarspelen 1992 i Barcelona. Fyra år senare vann han ett silver.